# バルト地方

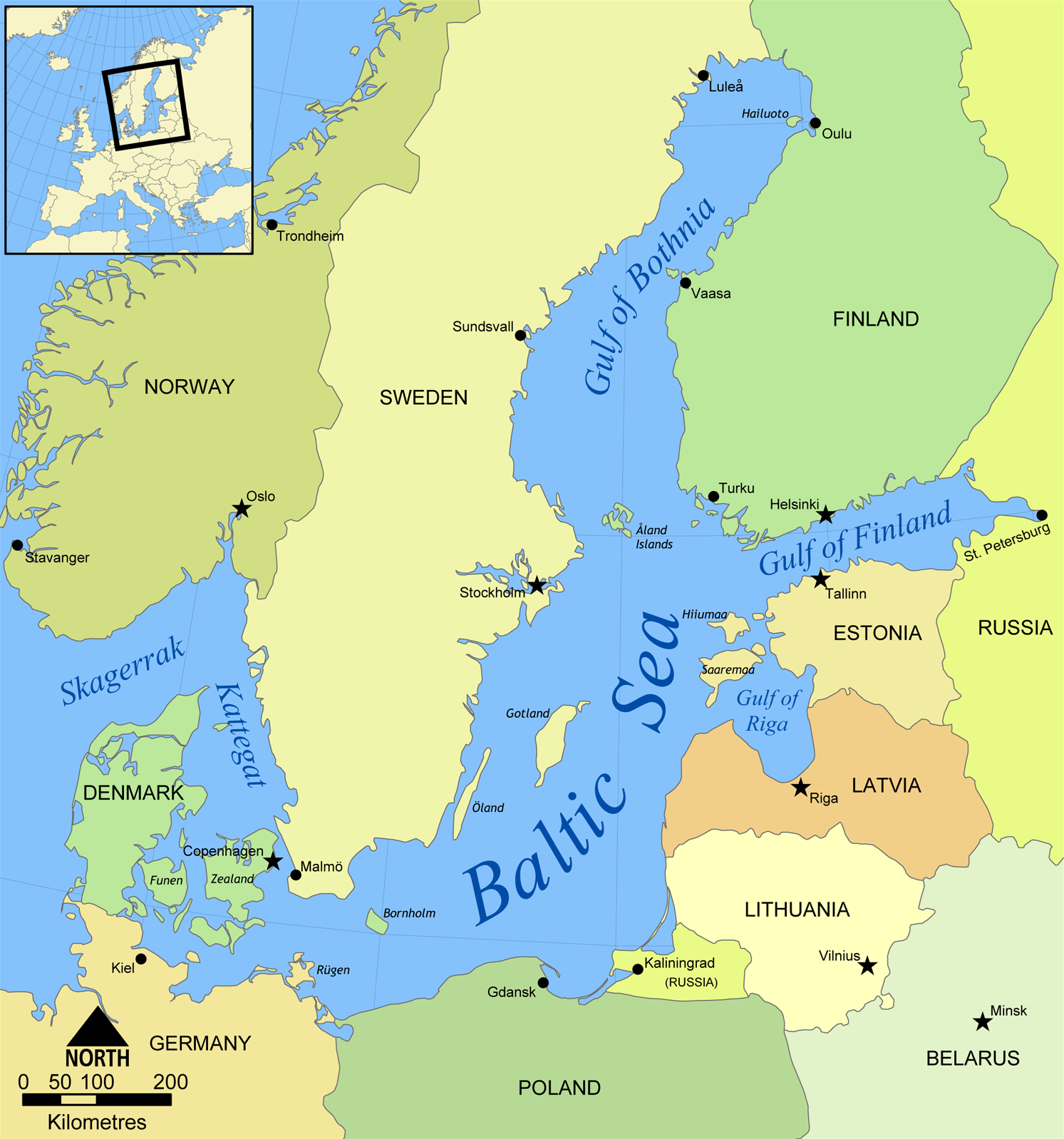
バルト海と周辺諸国

バルト地方（バルトちほう、Baltic region）、バルト海沿岸地域とは、北ヨーロッパのバルト海沿岸の国々から成る地域を指す。

## 国家
- デンマーク
- エストニア
- ラトビア
- ドイツ
- リトアニア
- ポーランド
- ロシア
- スウェーデン

## 文献
- Norbert Götz. "Spatial Politics and Fuzzy Regionalism: The Case of the Baltic Sea Area." Baltic Worlds 9 (2016) 3: 54–67.